# Allium gracillimum
Allium gracillimum — вид рослин з родини амарилісових (Amaryllidaceae); поширений в Киргизстані й Таджикистані.

## Поширення
Поширений в Киргизстані й Таджикистані.